# Folding (lavorazione)
Il Folding (dall'inglese "ripiegamento") è una lavorazione che viene effettuata sui pannelli per ottenere box e strutture con spigoli da un unico pannello senza bordatura.
Partendo da un pannello piano si effettuano dei tagli a "V" che sfiorano con il vertice del taglio la superficie sottostante. L'operatore poi piega il pannello lungo la fresata incollando le due parti ed ottenendo quindi uno spigolo solitamente a 90 gradi.
Di prassi per ottenere le scocche dei mobili si parte da pannelli distinti che vengono fissati tramite spine o viti a formare gli angoli. Gli angoli così ottenuti mostrano inevitabilmente la giunzione in quanto espongono almeno un lato bordato del pannello. Il processo di folding permette invece di ottenere ugualmente tali scocche unendo pannelli tagliati a 45 gradi. Questo comporta il vantaggio di non mostrare all'esterno nessun lato bordato e di far apparire la scocca come un pezzo continuo.
Il folding viene realizzato con pressoché qualsiasi pannello dell'industria del legno: dal nobilitato al tranciato, alle foglie polimeriche. Le foglie polimeriche e le carte ultraflessibili sono però a volte preferite in quanto essendo molto flessibili e stirabili permettono di fare la fresata a "V" e la piegatura mantenendo unito il pezzo tramite la superficie ed evitando quindi la rottura della stessa durante la piegatura.
Il folding permette la realizzazione di mobili di alta qualità senza giunte ma la lavorazione è molto apprezzata anche nell'ambito di elementi ed arredi più economici in quanto in alcuni casi si risparmia sulla squadrabordatura e sui pezzi a magazzino. Spessissimo è utilizzata per esempio nella realizzazione del telaio dei cassetti.